# Yánnis Ragoússis
Yánnis Ragoússis (Γιάννης Ραγκούσης) né le 11 décembre 1965 est un homme politique grec, membre du PASOK. 

## Biographie
Après avoir été démarque (maire) de Paros, Yánnis Ragoússis est devenu ministre de l'Intérieur, de la Décentralisation et de l'Administration électronique dans le gouvernement de Giórgos Papandréou en octobre 2009. En juin 2011, il est nommé ministre des Infrastructures et des Transports. Il est remplacé, cinq mois plus tard, par Mákis Vorídis.
Il étudie à l'économie à l'université Aristote de Thessalonique puis à l'université du Sussex.